# CFウニオン
CFウニオン (ポルトガル語: Clube de Futebol União)、通称ウニオン・ダ・マデイラ (ポルトガル語: União da Madeira) はポルトガル・マデイラ諸島フンシャルを本拠地としていたサッカークラブである。2021年11月23日に解散した。

## タイトル

### 国内タイトル
- セグンダ・ディヴィゾン・ポルトゥゲーザ

 (3): 1988-89, 2001-02, 2010-11

### 国際タイトル
なし

## 歴代所属選手
- ミルトン・メンデス 1993-1996
- マルセロ・ミゲル・ペリサリ 2003-2004
- ルベン・ミカエル 2004-2008
- アレックス・ロジェリオ・ガルシア・デ・オリベイラ 2006
- エルナニ・ジョゼ・オリヴェイラ・サントス・ボルジェス 2010-2011
- タレス・エンリケ・ダ・クーニャ・カルモ 2014-2015, 2016
- フレデリック・メンディ 2014-2015
- レニー・ベガ 2015-2016
- アブドゥラヒ・シェフ 2016-2018